# Conseil départemental de l'Oise
Le conseil départemental de l'Oise est l'assemblée délibérante du département français de l'Oise, collectivité territoriale décentralisée. Son siège se trouve à Beauvais.
Il était dénommé avant 2015 conseil général de l'Oise.

## Le président

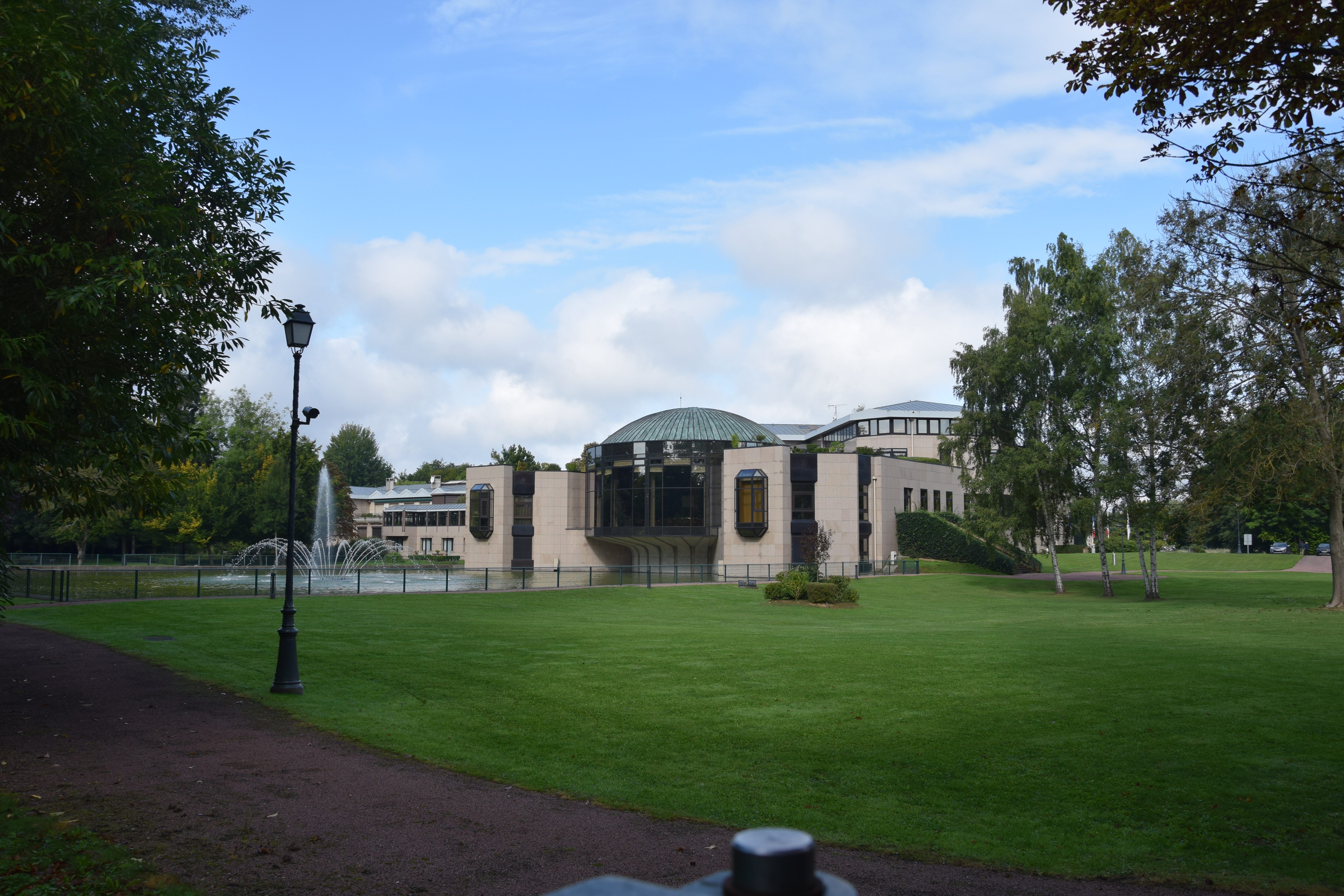
Le siège du conseil départemental à Beauvais.

Le conseil départemental du 25 octobre 2017 a élu sa nouvelle présidente, Nadège Lefebvre (LR), conseillère départementale du canton de Beauvais-2, à la suite de la démission d'Édouard Courtial, frappé par la législation limitant le cumul des mandats en France après son élection comme sénateur lors des Élections sénatoriales de 2017 dans l'Oise. 
Nadège Lefebvre avait elle-même élue sénatrice lors de ce scrutin, mais a préféré opter pour le mandat départemental et a donc démissionné de son siège au Sénat, où elle n'a siégé qu'un mois.

### Les présidents
| Période           | Période                      | Identité                                 | Étiquette              | Qualité |
| ----------------- | ---------------------------- | ---------------------------------------- | ---------------------- | --- |
| 27 juin 1790      | novembre 1791                | Comte de Girardin                        |                        | Militaire - Préfet - Député de l'Oise |
| 15 novembre 1791  | décembre 1792                | Hue Étienne Dauchy                       |                        | |
| 3 décembre 1792   | 1793                         | Paul Deslandes, baron Deslandes-Preuilly |                        | Ancien maire de Senlis |
| 1793              | 2 juillet 1800               | Suppression des conseils généraux        |                        | |
| 2 juillet 1800    | mai 1802                     | Comte de Cassini dit Cassini de Thury    |                        | |
| 17 mai 1802       | juin 1806                    | Louis-Grégoire Le Hoc (de)               |                        | |
| 3 juin 1806       | avril 1817                   | Étienne-Marie Delahante                  |                        | Député de l'Oise - Ancien maire de Crépy |
| 28 avril 1817     | août 1819                    | Comte de Cassini dit Cassini de Thury    |                        | |
| 6 août 1819       | août 1820                    | Comte de La Rochefoucauld                |                        | Pair de France |
| 7 août 1820       | août 1822                    | Baron de Brétizel                        | Majorité ministérielle | Député de l'Oise |
| 29 août 1822      | août 1824                    | Duc de Fitz-James                        | Légitimiste            | |
| 21 août 1824      | juillet 1825                 | Baron de Kergorlay                       | Légitimiste            | Pair de France - Ancien député de l'Oise |
| 18 juillet 1825   | août 1826                    | Duc de Fitz-James                        | Légitimiste            | |
| 21 août 1826      | septembre 1828               | Baron de Kergorlay                       | Légitimiste            | Pair de France - Ancien député de l'Oise |
| 10 septembre 1828 | août 1829                    | Baron de Brétizel                        | Majorité ministérielle | Député de l'Oise |
| 28 août 1829      | juin 1832                    | Raymond Béranger                         |                        | Comte de Béranger |
| 1er juin 1832     | juillet 1834                 | Charles Gustave Hardouin de Montguyon    |                        | Comte de Montguyon |
| 12 juillet 1834   | août 1841                    | Comte de La Rochefoucauld                |                        | |
| 23 août 1841      | mars 1848                    | Théodore Eugène Lemaire                  | Majorité conservatrice | Député de l'Oise |
| 27 mars 1848      | octobre 1848                 | Charles-Bernard Desormes                 | Républicain            | |
| 5 octobre 1848    | août 1849                    | Théodore Eugène Lemaire                  | Majorité conservatrice | Député de l'Oise |
| 27 août 1849      | août 1850                    | Marquis de Mornay-Montchevreuil          |                        | Député de l'Oise - Ancien député du Tarn |
| 26 août 1850      | août 1866                    | Théodore Eugène Lemaire                  | Majorité conservatrice | Député de l'Oise |
| 12 août 1866      | octobre 1871                 | Amédée de Vuillefroy de Silly            |                        | Sénateur de l'Oise |
| 24 octobre 1871   | août 1886                    | Henri d'Orléans, duc d'Aumale            |                        | Militaire - Député de l'Oise - Ancien gouverneur d'Algérie |
| 16 août 1886      | août 1890                    | Henri Saget                              |                        | Général |
| 18 août 1890      | août 1901                    | Paul Cuvinot,                            |                        | Polytechnicien Sénateur de l'Oise (1879 → 1920) Conseiller général de Noailles (1893 → 1901) |
| 19 août 1901      | août 1904                    | Alphonse Chovet                          |                        | Avocat Sénateur de l'Oise (1888 → 1905) Maire de Compiègne (1878 → 1902) Conseiller général de Compiègne-Nord (1878 → 1904) |
| 22 août 1904      | décembre 1930                | Ernest Noël,                             | Gauche démocratique    | Ingénieur, directeur d'une usine chimique, directeur de l'École centrale Paris Député de l'Oise (1893 → 1906) Sénateur de l'Oise (1906 → 1930) Maire de Noyon (1888 → 1925) Conseiller général de Noyon (1886 → 1930) Mort en fonction                                             |
| 27 avril 1931     | 1940                         | Jammy Schmidt                            | Radical-socialiste     | Journaliste Sous-secrétaire d'état (1925 → 1929) Député de l'Oise (1921 → 1942) Maire de Crèvecœur-le-Grand (1917 → 1940) Conseiller général de Crèvecœur-le-Grand (1913 → 1941)                                                                                                   |
| 1940              | octobre 1945                 | Suppression des conseils généraux        |                        | |
| octobre 1945      | avril 1949                   | Jean Biondi                              | SFIO                   | Professeur Député de l'Oise (1936 → 1941 et 1944 → 1950) Conseiller général de Neuilly-en-Thelle (1934 → 1941 et 1945 → 1950) Maire de Creil (1935 → 1941 et 1945 → 1950) |
| avril 1949        | mai 1978                     | François Bénard                          | Gaulliste              | Minotier Député de l'Oise (1956 → 1978) Maire de Saint-Omer-en-Chaussée (1929 → 1944) Conseiller général de Marseille-en-Beauvaisis (1931 → 1940 et 1945 → 1949) |
| mai 1978          | mars 1979                    | Michel Dupuy                             | DVD                    | Maire de Crépy-en-Valois (1953 → 1995) Conseiller général de Crépy-en-Valois (1961 → 1979) |
| mars 1979         | mars 1982                    | Marcel Ville                             | PS                     | Directeur d'école Conseiller général de Maignelay-Montigny (1964 → 1985) Maire de Maignelay-Montigny (1971 → 1985) |
| mars 1982         | mars 1985                    | Henri Bonan                              | PS                     | Conseiller général de Beauvais-Nord-Est (1998 → 2011) Maire-adjoint de Beauvais |
| mars 1985         | mars 2004                    | Jean-François Mancel                     | RPR puis UMP           | Administrateur civil Député de l'Oise (2e circ.) (1988 → 1997, 2002 → 2017) Député européen (1984 → 1986) Conseiller général de Noailles (1979 → 2015) Conseiller municipal de Novillers (1995 → ) Président de la CC du Pays de Thelle (1997 → 2016)                              |
| avril 2004        | mars 2015                    | Yves Rome,                               | PS                     | Professeur de collège Sénateur de l'Oise (2011 → 2017) Député de l'Oise (1re circ.) (1997 → 2002) Conseiller général de Nivillers (1988 → 2015) Maire de Bailleul-sur-Thérain (1989 → 2004) Président de la CC rurales du Beauvaisis (2001 → 2014)                                 |
| mars 2015         | octobre 2017                 | Édouard Courtial                         | UMP → LR               | Conseiller en stratégie Secrétaire d'état (2011 → 2012) Sénateur de l'Oise (2017 → ) Député de l'Oise (7e circ.) (2002 → 2011 et 2012 → 2017) Conseiller départemental de Clermont (2015 → ) Maire d'Agnetz (2003 → 2015) Démissionnaire à la suite de son élection comme sénateur |
| octobre 2017      | En cours (au 3 octobre 2023) | Nadège Lefebvre                          | LR                     | Maire de Lachapelle-aux-Pots (2008 → 2018) Conseillère départementale de Beauvais-2 (2015 → ) Présidente de la CC du pays de Bray (2001 → 2017) Sénatrice de l'Oise (2017 → 2017)                                                                                                  |

## Les vice-présidents

### 2011-2014
- André Vantomme: 1er vice-président chargé de  l'aide aux collectivités locales, du logement et de la coopération.
- Gérard Weyn: 2e vice-président chargé de la vie associative et sportive.
- Georges Becquerelle: 3e vice-président des ressources humaines et de l'administration générale.
- Sylvie Houssin: 4e vice-présidente chargée de l'habitat et à la politique de la ville, de l'enfance et des familles.
- Roger Menn: 5e vice-président chargé du développement économique et de la mise au très haut-débit du territoire.
- Jean-Paul Douet: 6e vice-président chargé de l'action culturelle et de l'autonomie des personnes.
- Alain Blanchard: 7e vice-président chargé de l'éducation et à la jeunesse.
- Joseph Sanguinette: 8e vice-président chargé du développement durable et de l'environnement.
- Jean-Louis Aubry : 9e vice-président chargé du tourisme et des liaisons douces[18].
- Patrick Deguise: 10e vice-président chargé de la voirie départementale et des infrastructures.
- Thierry Frau: 11e vice-président chargé de la ruralité, de l'égalité des territoires et des services publics.
- Anne-Claire Delafontaine : 12e vice-présidente chargée des politiques d'insertion et de la petite enfance.

### 2015-2017
- Patrice Marchand : 1er vice-président chargé de l'évaluation et de la performance des politiques départementales
- Nadège Lefebvre : vice-présidente chargée de la ruralité er des services publics
- Éric de Valroger : vice-président chargé de la sécurité et de la protection civile
- Kristine Foyart : vice-présidente chargée de la vie associative et culturelle
- Franck Pia : vice-président chargé de l'action sociale et des politiques d'insertion
- Anaïs Dhamy : vice-présidente chargée de la famille, de l'enfance et de la petite enfance
- Frans Desmedt : vice-président chargé du développement economique et de l'aménagement du territoire
- Sophie Levesque : vice-présidente chargée des personnes âgées et handicapées
- Olivier Paccaud : vice-président chargé de l'éducation, de la jeunesse et de la citoyenneté
- Nicole Colin : vice-présidente chargée de l'environnement et du développement durable
- Jérôme Bascher : vice-président chargé de l'administration générale et des finances
- Sandrine de Figueiredo : vice-présidente chargée de l'habitat, du logement et de la politique de la ville[19].

### 2017-2021
- Éric de Valroger : 1er vice-président chargé des finances
- Sophie Levesque : vice-présidente chargée des personnes âgées et personnes handicapées
- Franck Pia: vice-président chargé de l'administration générale, services au public, financements européens
- Kristine Foyart : vice-présidente  chargée de la vie associative et culturelle
- Frans Desmedt : vice-président chargé du développement économique et de l'aménagement du territoire
- Anaïs Dhamy : vice-présidente chargée de la famille, de l'enfance et de la petite enfance
- Alain Letellier: vice-président  chargé des infrastructures routières et transports
- Nicole Colin : vice-présidente chargée de l'environnement et du développement durable
- Arnaud Dumontier: vice-président chargé du logement, habitat et politique de la ville
- Sandrine de Figueiredo : vice-présidente chargée de l'action sociale et politique d'insertion
- Christophe Dietrich : vice-président chargé de la sécurité et protection civile
- Nicole Cordier: vice-présidente  chargée de l'éducation, jeunesse et citoyenneté[20].

## Composition du conseil départemental (2021-2028)
Le conseil départemental de l'Oise comprend 42 conseillers départementaux élus en binôme dans les 21 cantons de l'Oise.
| Présidente du Conseil départemental         |       |       |      |                         |
| Nadège Lefebvre, réélue le 1er juillet 2021 |       |       |      |                         |
|                                             |       |       |      |                         |
| Parti                                       | Sigle | Sigle | Élus | Groupes                 |
| Majorité (34 sièges)                        |       |       |      |                         |
| Les Républicains                            |       | LR    | 21   | Majorité départementale |
| Divers droite                               |       | DVD   | 10   | Majorité départementale |
| Union des démocrates et indépendants        |       | UDI   | 2    | Majorité départementale |
| Mouvement démocrate                         |       | Modem | 1    | Majorité départementale |
| Opposition (8 sièges)                       |       |       |      |                         |
| Parti communiste français                   |       | PCF   | 4    | Opposition              |
| Parti socialiste                            |       | PS    | 2    | Opposition              |
| Divers gauche                               |       | DVG   | 2    | Opposition              |